# Spaanse muurhagedis
De Spaanse muurhagedis, ook wel murciamuurhagedis, (Podarcis hispanicus) is een hagedis uit de familie echte hagedissen (Lacertidae).

## Naam en indeling
De wetenschappelijke naam van de groep werd voor het eerst voorgesteld door Franz Steindachner in 1870. Oorspronkelijk werd de wetenschappelijke naam Lacerta oxycephala var. hispanica gebruikt. De soortaanduiding werd ook wel als hispanica geschreven. De verouderde wetenschappelijke naam is Lacerta hispanica. De soortaanduiding hispanicus betekent vrij vertaald 'afkomstig uit Spanje'.
De hagedis werd lange tijd tot de halsbandhagedissen uit het geslacht Lacerta gerekend waardoor de verouderde naamgeving nog wel wordt gebruikt in de literatuur.
Er worden drie ondersoorten erkend, die in onderstaande tabel zijn weergegeven met de auteur en het verspreidingsgebied.
| Naam                            | Auteur                   | Verspreidingsgebied                  |
| ------------------------------- | ------------------------ | ------------------------------------ |
| Podarcis hispanicus cebennensis | Guillaume & Geniez, 1986 | Frankrijk, Spanje                    |
| Podarcis hispanicus hispanicus  | Steindachner, 1870       | De rest van het verspreidingsgebied. |
| Podarcis hispanicus sebastiani  | Klemmer, 1964            | Spanje (Urgull, Santa Clara)         |

## Uiterlijke kenmerken
De Spaanse muurhagedis heeft een lichaamslengte van ongeveer 10 centimeter en door de lange staart kan de totale lichaamslengte oplopen tot maximaal 22 cm. De hagedis heeft een afgeplatte en fijne lichaamsbouw, het is een snelle soort die in de kleinste rotsspleten kan schieten.
De lichaamskleur is zeer variabel maar de meeste exemplaren hebben een geelwitte buik, donkerbruine tot zwarte flank met rijen ronde witte vlekken lijkend op een luipaardpatroon maar iets fijner. Het midden van de rug is lichtbruin en op de licht gekleurde staart zitten aan weerszijden donkere vlekken. De vrouwtjes hebben flankstrepen in plaats van vlekkenrijen en een meestal wittere buik; die van de mannetjes in de paartijd is oranje tot rozerood.

## Verspreiding en habitat
De Spaanse muurhagedis komt voor in delen van zuidelijk Europa en noordelijk Afrika. De hagedis leeft in de landen Algerije, Frankrijk, Gibraltar, Marokko, Portugal, Spanje, en Tunesië. De hagedis komt in noordwestelijk Afrika voornamelijk voor in bergstreken. In Frankrijk is de soort alleen bekend van een strook langs het kustgebied van de Middellandse Zee.
De habitat bestaat uit drogere, met grassen begroeide streken waar weinig schaduw is en geen dichtbegroeide vegetatie. De hagedis kan worden aangetroffen van laaglanden tot op een hoogte van ongeveer 3500 meter boven zeeniveau.

### Beschermingsstatus
Door de internationale natuurbeschermingsorganisatie IUCN is de beschermingsstatus 'veilig' toegewezen (Least Concern of LC).

## Levenswijze
Het voedsel van de Spaanse muurhagedis bestaat uit kleine geleedpotigen zoals insecten en spinachtigen die overdag bejaagd worden, 's nachts verstopt de hagedis zich onder een steen of in een spleet in een muur.
De Spaanse muurhagedis is voornamelijk te vinden op steenhopen, ruïnes en oude muren want deze soort klimt graag en zit meestal hoog om te zonnen en de omgeving in de gaten te kunnen houden.